# Come se non ci fosse un domani - Long Story Short
Come se non ci fosse un domani - Long Story Short (Long Story Short) è un film del 2021 diretto da Josh Lawson.

## Trama
Teddy è un eterno indeciso che per magia si ritrova a viaggiare nel tempo scoprendo quello che gli accadrà nel suo futuro. Per tornare indietro dovrà capire le sue priorità della vita.

## Distribuzione
Il film è stato distribuito nelle sale cinematografiche australiane a partire dall'11 febbraio 2021, mentre negli Stati Uniti dal 2 luglio 2021.

## Remake
Il 16 marzo 2023 è stato pubblicato su Netflix il remake italiano del film, dal titolo Era ora.